# Камерано-Казаско
Камерано-Казаско (італ. Camerano Casasco, п'єм. Cameran) — муніципалітет в Італії, у регіоні П'ємонт,  провінція Асті.
Камерано-Казаско розташоване на відстані близько 500 км на північний захід від Рима, 32 км на схід від Турина, 14 км на північний захід від Асті.
Населення — 470 осіб (2014).
Щорічний фестиваль відбувається 10 серпня. Покровитель — святий мученик Лаврентій.

## Демографія
Населення за роками:

Станом на 1 січня 2023 року в муніципалітеті офіційно проживало 49 іноземців з 14 країн, серед них 33 громадяни країн Євросоюзу.

## Сусідні муніципалітети
- Кьюзано-д'Асті
- Чинальйо
- Кортандоне
- Кортаццоне
- Монтек'яро-д'Асті
- Сольйо